# Wright Company
A Wright Company foi o empreendimento comercial criado pelos irmãos Wright para comercializar seus aviões. A Wright Company foi criada no final de 1909 e permaneceu em atividade até 1916.

## Histórico
A Wright Company foi incorporada em 22 de novembro de 1909 pelos irmãos Wright em conjunto com industriais e investidores proeminentes de Nova Iorque e Detroit (incluindo J.P. Morgan e Cornelius Vanderbilt), com a intenção de capitalizar a sua invenção de uma aeronave prática. A companhia manteve seu escritório sede em Nova Iorque e construiu a sua fábrica em Dayton (Ohio).
Os dois prédios projetados pelo arquiteto William Earl Russ e construídos pela Rouzer Construction para a Wright Company em 1910 e 1911, foram os primeiros dos Estados unidos construídos especificamente para a fabricação de aviões, e foram incluídos na área do Dayton Aviation Heritage National Historical Park em 2009.
A Wright Company concentrou seus esforços em proteger os direitos de patentes da companhia ao invés de desenvolver novos aviões ou componentes, acreditando que inovações poderiam comprometer os esforços em obter "royalties" de fabricantes competidores ou de quem infringisses os direitos de patente.  Wilbur Wright morreu em 1912, e em 15 de outubro de 1915, Orville Wright vendeu a companhia por $ 250.000 ficando rico o suficiente para abandonar o ramo aeronáutico. Em 1916, a Wright Company se fundiu com a Glenn L. Martin Company para formar a Wright-Martin Company. Orville Wright, que comprou 97% das ações restantes da companhia em 1914 quando ele se preparava para deixar o mundo dos negócios, estimou que a Wright Company construiu aproximadamente 120 exemplares de todos os seus diferentes modelos entre 1910 e 1915.
Muitos dos documentos da Wright Company estão hoje na coleção do Seattle Museum of Flight, enquanto outros estão na Library of Congress em Washington, D.C.., que também possui documentos de Grover Loening, o segundo gerente da Wright Company, enquanto os documentos de Frank H. Russell, o primeiro gerente, estão no University of Wyoming's American Heritage Center.

## Aeronaves Wright
a seguir, uma lista completa das aeronaves construídas sob o nome Wright, das mais antigas que serviram para testes aos produtos mais recentes da companhia antes da fusão com a Martin. Note que apenas as aeronaves construídas do Model B em diante foram construídos pela Wright Company.

### Primeiras aeronaves de teste
- Pipa de 1899
- Planador de 1900
- Planador de 1901
- Planador de 1902

### Primeiras aeronaves motorizadas
- Flyer I (1903)
- Flyer II (1904)
- Flyer III (1905)
- Wright Model A (1907-1909)

### Aviões da Wright Company
- Wright Military Flyer (1909)
- Wright Model A-B (1909-1910)
- Wright Model B (1910)
- Wright Model EX (1910)
- Wright Model R (1910)
- Planador de 1911
- Wright Model C (1912)
- Wright Model D (1912)
- Wright Model CH (1913)
- Wright Model E (1913)
- Wright Model F (1913)
- Wright Model G Aeroboat (1913)
- Wright Model H (1914)
- Wright Model HS (1915)
- Wright Model K (1915)
- Wright Model L[6] (1916)

### Motores da Wright Company
- Wright Horizontal 4 (1903-1905)
- Wright Vertical 4 (1906-1912)
- Wright Vertical 6 (1911-1916)